# Gigantes de Adjuntas 2023
Questa voce raccoglie le informazioni riguardanti i Gigantes de Adjuntas nelle competizioni ufficiali della stagione 2023.

## Stagione
I Gigantes de Adjuntas partecipano al loro trentanovesimo campionato di Liga de Voleibol Superior Masculino: dopo aver ottenuto un sesto posto in regular season, partecipano ai play-off scudetto, dove però non riescono a superare il proprio girone dei quarti di finale, classificandosi alle spalle dei Caribes de San Sebastián e dei Changos de Naranjito.

## Organigramma societario
Area direttiva
- Presidente: Bill Li

Area tecnica
- Primo allenatore: Gerardo de Jesús

## Rosa
| N° | Nome                | Ruolo | Data di nascita   | Nazionalità sportiva |
| -- | ------------------- | ----- | ----------------- | -------------------- |
| 1  | Manuel Blondet      | C     | 22 settembre 1997 | Porto Rico           |
| 1  | Amar Méndez         | C     | -                 | Porto Rico           |
| 2  | Luis Ruiz           | P     | 17 maggio 1993    | Porto Rico           |
| 4  | Willy Varela        | C     | 12 marzo 1999     | Porto Rico           |
| 5  | Heriberto Maldonado | C     | 5 dicembre 2002   | Porto Rico           |
| 7  | Samuel Colón        | S     | 16 ottobre 1999   | Porto Rico           |
| 8  | Carlos Faccio       | P     | 14 aprile 1994    | Porto Rico           |
| 9  | Roberto Pérez       | S     | 28 aprile 1995    | Porto Rico           |
| 11 | William Rivera      | O     | 23 settembre 2000 | Porto Rico           |
| 12 | Christian Burgos    | O     | 24 marzo 1996     | Porto Rico           |
| 15 | Joseph Cuevas       | O     | 9 maggio 1990     | Porto Rico           |
| 16 | Giovanni Llinas     | S     | 22 ottobre 1994   | Porto Rico           |
| 21 | Darryel Maldonado   | L     | 27 settembre 1999 | Porto Rico           |
| 21 | José Pacheco        | L     | 20 marzo 1997     | Porto Rico           |
| 23 | Juan Rosa           | L     | 11 agosto 1993    | Porto Rico           |
| 24 | Nomar Galarza       | O     | 16 maggio 1998    | Porto Rico           |

## Mercato
| Acquisti                               | Acquisti            | Acquisti             | Acquisti   |
| R.                                     | Nome                | da                   | Modalità   |
| -------------------------------------- | ------------------- | -------------------- | ---------- |
| C                                      | Manuel Blondet      | -                    | definitivo |
| O                                      | Christian Burgos    | Cafeteros de Yauco   | definitivo |
| S                                      | Samuel Colón        | -                    | definitivo |
| O                                      | Joseph Cuevas       | Puerto Rico Pythons  | definitivo |
| P                                      | Carlos Faccio       | Mets de Guaynabo     | definitivo |
| O                                      | Nomar Galarza       | Gigantes de Carolina | definitivo |
| S                                      | Giovanni Llinas     | Puerto Rico Pythons  | definitivo |
| L                                      | Darryel Maldonado   | Cafeteros de Yauco   | definitivo |
| C                                      | Heriberto Maldonado | ?                    | definitivo |
| S                                      | Roberto Pérez       | Puerto Rico Pythons  | definitivo |
| O                                      | William Rivera      | -                    | definitivo |
| L                                      | Juan Rosa           | Utah Stingers        | definitivo |
| P                                      | Luis Ruiz           | Puerto Rico Pythons  | definitivo |
| C                                      | Willy Varela        | Indios de Mayagüez   | definitivo |
| Trasferimenti nel corso della stagione |                     |                      |            |
| C                                      | Amar Méndez         | -                    | definitivo |
| L                                      | José Pacheco        | -                    | definitivo |

| Cessioni | Cessioni          | Cessioni              | Cessioni   |
| R. | Nome              | a                     | Modalità   |
| --- | ----------------- | --------------------- | ---------- |
| Non sono avvenuti movimenti di mercato in uscita prima dell'annata perché la società non era attiva nella stagione precedente |                   |                       |            |
| Trasferimenti nel corso della stagione                                                                                        |                   |                       |            |
| C | Manuel Blondet    | Indios de Mayagüez    | definitivo |
| L | Darryel Maldonado | -                     | svincolato |
| L | Juan Rosa         | Plataneros de Corozal | definitivo |

## Risultati

### LVSM

#### Regular season
| 1ª giornata - 12 agosto 2023 Coliseo Rafael Llull Pérez, Adjuntas           | Gigantes de Adjuntas     | 0 - 3 | Cafeteros de Yauco       | 23-25, 23-25, 14-25               |
| 2ª giornata - 17 agosto 2023 Coliseo Rafael Llull Pérez, Adjuntas           | Gigantes de Adjuntas     | 3 - 1 | Mets de Guaynabo         | 25-20, 21-25, 27-29, 22-25        |
| 3ª giornata - 23 agosto 2023 Coliseo Mario Morales, Guaynabo                | Mets de Guaynabo         | 3 - 1 | Gigantes de Adjuntas     | 21-25, 25-16, 25-22, 25-19        |
| 4ª giornata - 25 agosto 2023 Palacio de Recreación y Deportes, Mayagüez     | Indios de Mayagüez       | 3 - 1 | Gigantes de Adjuntas     | 28-26, 25-21, 26-28, 25-23        |
| 5ª giornata - 1º settembre 2023 Coliseo Raúl "Pipote" Oliveras, Yauco       | Cafeteros de Yauco       | 3 - 2 | Gigantes de Adjuntas     | 22-25, 25-19, 25-21, 23-25, 15-6  |
| 6ª giornata - 3 settembre 2023 Coliseo Rafael Llull Pérez, Adjuntas         | Gigantes de Adjuntas     | 3 - 2 | Changos de Naranjito     | 38-36, 21-25, 19-25, 25-23, 15-13 |
| 7ª giornata - 8 settembre 2023 Coliseo Raúl "Pipote" Oliveras, Yauco        | Cafeteros de Yauco       | 3 - 0 | Gigantes de Adjuntas     | 25-19, 25-22, 25-20               |
| 8ª giornata - 16 settembre 2023 Coliseo Mario Morales, Guaynabo             | Mets de Guaynabo         | 3 - 1 | Gigantes de Adjuntas     | 25-21, 23-25, 26-24, 25-17        |
| 9ª giornata - 21 settembre 2023 Coliseo Rafael Llull Pérez, Adjuntas        | Gigantes de Adjuntas     | 3 - 1 | Caribes de San Sebastián | 23-25, 30-28, 25-21, 25-22        |
| 10ª giornata - 23 settembre 2023 Coliseo Rafael Llull Pérez, Adjuntas       | Gigantes de Adjuntas     | 0 - 3 | Changos de Naranjito     | 23-25, 16-25, 28-30               |
| 11ª giornata - 27 settembre 2023 Palacio de Recreación y Deportes, Mayagüez | Indios de Mayagüez       | 3 - 1 | Gigantes de Adjuntas     | 25-20, 22-25, 25-22, 25-14        |
| 12ª giornata - 29 settembre 2023 Coliseo Rafael Llull Pérez, Adjuntas       | Gigantes de Adjuntas     | 3 - 1 | Plataneros de Corozal    | 25-20, 25-14, 23-25, 25-21        |
| 13ª giornata - 5 ottobre 2023 Coliseo Rafael Llull Pérez, Adjuntas          | Gigantes de Adjuntas     | 3 - 0 | Plataneros de Corozal    | 25-15, 31-29, 25-22               |
| 14ª giornata - 7 ottobre 2023 Coliseo Rafael Llull Pérez, Adjuntas          | Gigantes de Adjuntas     | 2 - 3 | Indios de Mayagüez       | 25-19, 25-27, 20-25, 25-22, 12-15 |
| 15ª giornata - 14 ottobre 2023 Coliseo Rafael Llull Pérez, Adjuntas         | Gigantes de Adjuntas     | 0 - 3 | Caribes de San Sebastián | 16-25, 24-26, 21-25               |
| 16ª giornata - 19 ottobre 2023 Coliseo Luis Aymat Cardona, San Sebastián    | Caribes de San Sebastián | 3 - 0 | Gigantes de Adjuntas     | 43-41, 25-16, 25-22               |
| 17ª giornata - 21 ottobre 2023 Coliseo Gelito Ortega, Naranjito             | Changos de Naranjito     | 3 - 0 | Gigantes de Adjuntas     | 25-19, 25-20, 25-21               |
| 18ª giornata - 27 ottobre 2023 Coliseo Carmen Zoraida Figueroa, Corozal     | Plataneros de Corozal    | 3 - 1 | Gigantes de Adjuntas     | 26-24, 25-19, 27-29, 25-23        |

#### Play-off
| Quarti di finale (gara 1) - 7 novembre 2023 Coliseo Gelito Ortega, Naranjito          | Changos de Naranjito     | 3 - 1 | Gigantes de Adjuntas     | 25-22, 22-25, 25-17, 25-12        |
| Quarti di finale (gara 2) - 9 novembre 2023 Coliseo Luis Aymat Cardona, San Sebastián | Caribes de San Sebastián | 3 - 0 | Gigantes de Adjuntas     | 25-22, 25-19, 25-18               |
| Quarti di finale (gara 4) - 13 novembre 2023 Coliseo Rafael Llull Pérez, Adjuntas     | Gigantes de Adjuntas     | 0 - 3 | Caribes de San Sebastián | 19-25, 29-31, 14-25               |
| Quarti di finale (gara 5) - 15 novembre 2023 Coliseo Rafael Llull Pérez, Adjuntas     | Gigantes de Adjuntas     | 2 - 3 | Changos de Naranjito     | 19-25, 24-26, 20-25, 21-25, 14-16 |

## Statistiche

### Statistiche di squadra
| Competizione | Punti | In casa | In casa | In casa | In trasferta | In trasferta | In trasferta | Totale | Totale | Totale |
| Competizione | Punti | G       | V       | P       | G            | V            | P            | G      | V      | P      |
| ------------ | ----- | ------- | ------- | ------- | ------------ | ------------ | ------------ | ------ | ------ | ------ |
| LVSM         | 16    | 10      | 5       | 5       | 11           | 0            | 11           | 21     | 5      | 16     |
| Totale       | -     | 10      | 5       | 5       | 11           | 0            | 11           | 21     | 5      | 16     |

G = partite giocate; V = partite vinte; P = partite perse

### Statistiche dei giocatori
Dati non disponibili.